# كارين (مغنية)
كارين (بالدنماركية: Karen)‏ هي مغنية دنماركية، ولدت في 20 يونيو 1975 في كوبنهاغن في الدنمارك.

## وصلات خارجية
- كارين على موقع IMDb (الإنجليزية)
- كارين على موقع ميوزك برينز (الإنجليزية)
- كارين على موقع أول ميوزيك (الإنجليزية)
- كارين على موقع ديسكوغز (الإنجليزية)
- كارين على موقع قاعدة بيانات الفيلم (الإنجليزية)